# Hermann Straschitz
Hermann Straschitz (* 17. August 1940; † 27. April 2021) war ein deutscher Fußballspieler.

## Karriere

### Vereine
Straschitz begann beim Homberger SV im gleichnamigen Ort, der 1975 nach Duisburg eingemeindet wurde, mit dem Fußballspielen. Als junges Talent auf der Halbstürmerposition im seinerzeit überwiegend praktizierten WM-System machte er mit seinen Offensivleistungen in der Verbandsliga Niederrhein in der Saison 1959/60 den Oberligaabsteiger Fortuna Düsseldorf auf sich aufmerksam. Unter Trainer Fritz Pliska erzielte der Neuzugang aus Homberg 1960/61 in der 2. Oberliga West 21 Tore in 21 Ligaspielen für die Fortuna. Als Vizemeister glückte Fortuna Düsseldorf die sofortige Rückkehr in die Oberliga West. Zum neunten Rang 1962 in der Oberliga steuerte Straschitz in 21 Ligaspielen sieben Tore an der Seite des jungen Torjägers Peter Meyer bei. Mit dem unbefriedigenden 13. Platz unter Trainer Jupp Derwall im letzten Jahr der seinerzeitigen erstklassigen Oberliga, 1962/63, fanden die Fortunen keine Berücksichtigung für die neu gegründete Bundesliga mit Saisonbeginn 1963/64. Straschitz hatte in zwei Spielzeiten Oberliga West 47 Ligaspiele für Düsseldorf absolviert und 13 Tore erzielt. Er spielte auch unter dem neuen Trainer Kuno Klötzer 1963/64 in der Regionalliga West. Straschitz absolvierte 36 Regionalligaspiele und steuerte acht Tore bei, Peter Meyer erzielte gar 30 Tore, aber die Fortunen belegten nur den dritten Rang und scheiterten somit knapp am Einzug in die Bundesligaaufstiegsrunde.
Er wechselte zur Saison 1964/65 zum Bundesligisten Borussia Dortmund, für den er am 29. August 1964 (2. Spieltag) beim 2:1-Sieg im Auswärtsspiel gegen Borussia Neunkirchen debütierte. Gemeinsam mit Franz Brungs, Aki Schmidt, Friedhelm Konietzka und Lothar Emmerich bildete er den Angriff der Schwarz-Gelben, die von Hermann Eppenhoff trainiert wurden. Bei den Dortmundern erzielte er seine größten sportlichen Erfolge. Mit der Mannschaft gewann er 1965 den nationalen Vereinspokal; im Jahr darauf, beim Gewinn des Pokalsiegerpokals, kam er jedoch zu keinem Spieleinsatz. In seiner Premierensaison für Borussia Dortmund kam er regelmäßig zum Einsatz, in 20 Bundesligabegegnungen stand er in der Startformation und trug mit vier Toren zum Erreichen des dritten Platzes in der Meisterschaft bei. In seiner zweiten Saison, 1965/66, wurde er unter Trainer Willi Multhaup nur noch viermal eingesetzt. Begleitet wurde die Saison von vielen Unstimmigkeiten zwischen dem Verein und dem Spieler, die am Saisonende zur Trennung führten. Höhepunkt der Streitigkeiten war die Entlassung von Straschitz, nachdem er das Trainingslager unerlaubt verlassen hatte. Die Dortmunder zogen die Kündigung nach zehn Tagen zurück.
Zur Saison 1966/67 schloss sich Straschitz dem Ligakonkurrenten Hannover 96 an. Unter Trainer Horst Buhtz absolvierte der Mittelfeldspieler an der Seite von Christian Breuer und Hans Siemensmeyer 28 Ligaspiele, erzielte fünf Tore und belegte mit den "Roten" den neunten Rang. Trotz der prominenten Offensivzugänge Jupp Heynckes und Josip Skoblar konnte in seinem zweiten Jahr in Hannover, der angestrebte Platz in der Spitzengruppe nicht erreicht werden. Nach zwei Jahren bei den Hannoveranern mit 50 weiteren Bundesligaeinsätzen und zwölf Toren wechselte er zur Saison 1968/69 in die Regionalliga West zum Wuppertaler SV. Dort traf er wieder auf Trainer Buhtz, der die Elf vom Stadion am Zoo als eine neue Mannschaft mit Perspektive aufbaute. In seiner zweiten und dritten Saison in Wuppertal, 1969/70 und 1970/71, belegte der WSV jeweils den dritten Rang. Mit der Heimbilanz von 33:1 Punkten brachte ein Punkt Rückstand zum VfL Bochum und Fortuna Düsseldorf die Wuppertaler um den Einzug in die Aufstiegsrunde. Sein letztes Regionalligaspiel für Wuppertal bestritt er am 28. März 1971 beim torlosen Unentschieden im Auswärtsspiel gegen den Bonner SC. Er bildete dabei mit Bernhard Hermes, Herbert Stöckl und Heinz-Dieter Lömm das lauf- und spielstarke Mittelfeld hinter den zwei Spitzen Gustav Jung und Torjäger Günter Pröpper. Im Sommer 1971 beendete er seine höherklassige Karriere und kehrte zu seinem ehemaligen, in der drittklassigen Verbandsliga Niederrhein spielenden Verein, der sich seit 1969 durch den Zusammenschluss mit der SpVgg Hochheide nun VfB Homberg nennt, zurück.

### Nationalmannschaft
Sein Talent hatte ihn am 15. März 1961 nach London gegen die Auswahl Englands geführt. Das Länderspiel der U23-Nationalmannschaft gegen die Auswahl Englands wurde mit 1:4 verloren; dabei hatten die deutschen Vertragsspieler jedoch keine Chance gegen die englischen Profis. Der Angriff der DFB-Talente setzte sich dabei aus Gustav Flachenecker, Jürgen Schütz, Heinz Strehl, Straschitz (2. Liga West) und Willibert Kremer zusammen; Strehl gelang das einzige Tor.

## Erfolge
- Europapokalsieger der Pokalsieger 1966 (mit Borussia Dortmund; ohne Einsatz)
- DFB-Pokalsieger 1965 (mit Borussia Dortmund)
- Aufstieg in die Oberliga West 1961 (mit Fortuna Düsseldorf)